# 1992 UU2
1992 UU2 är en asteroid i huvudbältet som upptäcktes den 19 oktober 1992 av de båda japanska astronomerna Kazuro Watanabe och Kin Endate vid Kitami-observatoriet.
Asteroiden har en diameter på ungefär 4 kilometer.